# エリク・イルカ
エリク・イルカ（Erik Jirka、1997年9月19日 - ）は、スロバキアのサッカー選手。ポジションはミッドフィールダー。

## クラブ歴
トルナヴァ生まれで、地元のFCスパルタク・トルナヴァの下部組織から2016年にトップチームに昇格した。しかしトップチーム初出場は2014年11月8日であった。
2018年9月、2019年1月からの4年契約でレッドスター・ベオグラードに移籍。しかしレギュラーを掴む事は出来ず、翌夏にFKラドニチュキ・ニシュに半年の期限付き移籍。

## 代表歴
2021年6月1日、ブルガリア代表との親善試合で代表初出場。